# 高揚昇
高揚昇（1952年7月11日—），台灣原住民泰雅族人，生於桃園縣復興鄉（今桃園市復興區），中華民國（台灣）政治人物。

## 家世
- 高揚昇為台灣原住民泰雅族詩朗社人。
- 父親高啟順，族名哈勇·烏送，日語名宇都木一郎，漢名高啟順，民國十年(日本大正十年)三月自台灣總督府醫學專門學校（今國立臺灣大學醫學院）畢業，是日治時代少數受醫學教育之一的原住民。戰後曾任衛生所主任及角板鄉（現復興鄉）鄉長[4][5]，日本政府當時進行以蕃治蕃政策，高啟順被指派負責教化工作[5]。
- 育有一男二女，有一兄弟醫師[4]。

## 黨政經歷
- 畢業於輔仁大學哲學系。
- 在中國青年反共救國團工作二十年。歷任救國團台東、宜蘭、桃園縣團委會總幹事，及救國團總團部編審。
- 1995年獲國民黨提名參選第三屆立法委員，獲得當選，並於1998年第四屆立法委員選舉時獲得連任。
- 2001年競選第五屆立委連任失利，隔年任滿。其後轉任黨職，曾任中央黨部組發會副主委，2004年轉任花蓮縣黨部主委。[6]
- 2008年6月1日（5月25日發布），出任行政院東部聯合服務中心執行長，至2013年5月31日。
- 2013年9月6日，出任原住民族委員會政務副主任委員，至2014年7月31日。
- 2014年7月31日，出任桃園縣副縣長，至2014年12月25日。（註：2014年5月，因時任桃園縣副縣長葉世文涉貪汙案遭解職，縣長吳志揚後聘高出任副縣長。）

## 信仰
高揚昇曾自述其為基督徒。

## 爭議

### 公共議題
- 教師不應享有罷教權：任職立委期間，曾對民間教改團體發起罷課遊行活動，持反對立場，認為教師不應享有罷教權。[8]

- 對於原住民學生「升學考母語加分」政策，立場前後不一：在擔任立委時期，對於「加考族語」作為升學加分門檻的議題，最初並未反對，也沒有提出相關質詢，甚至加入立委蔡中涵版本的原住民族教育法草案連署，肯定以加考族語措施。但在政黨輪替、民進黨執政後，高揚昇卻反過來質疑這個「升學母語條款」未經原住民社群參與討論，宣稱這種近乎懲戒性的政策，會對弱勢的原住民學生家長造成二度剝削（立法院公報 2001年，第140、141頁），學者（後為原民會副主委）對此表示錯愕[9]

- 行政院長江宜樺視導演習時，美麗灣渡假村爭議的抗爭民眾藉此時機當面向行政院長陳情，但隨即被行政院東辦中心執行長高揚昇推離，導致場面陷入混亂[10]

### 立委評鑑
有關高揚昇第三屆立法委員任期內的表現，根據台灣勞工陣線、勞動者雜誌社，1998年11月9日總號101期《勞動者特刊：1998第三屆立委問政總體檢》所載：臺灣勞工陣線，以「發言次數的量化統計」及「金權法案審查的質化分析」，作為這次評鑑的基準，公布『懶惰立委』與『勤勞立委』，發布〈拒絕劣幣逐良幣！第三屆立委總體檢〉。根據此份體檢，高揚昇名列審查法案「懶惰立委」第7名：
| 排名 | 姓名   | 審查法案 | 總表排名 | 選區（黨籍）     |
| ---- | ------ | -------- | -------- | ---------------- |
| 7    | 高揚昇 | 3        | 141      | 山地原住民（國） |

而在「期末成績排名總表」上，於受評鑑的152名立委中排名第139名，也就是倒數第14名（末段倒數9％）。
| 名次 | 姓名   | 施政質詢 | 審查決算 | 審查法案 | 人民請願 | 其他 | 發言總計 |
| ---- | ------ | -------- | -------- | -------- | -------- | ---- | -------- |
| 139  | 高揚昇 | 14       | 16       | 3        | 0        | 0    | 33       |

## 資料來源
1. ↑  .   [2012-05-23]. （原始内容存档于2016-03-04）.
2. ↑  .   [2017-07-26]. （原始内容存档于2023-03-09）.
3. ↑  .   [2015-12-12]. （原始内容存档于2019-05-02）.
4. 1 2  .   [2015-09-18]. （原始内容存档于2019-05-02）.
5. 1 2  羅任鎗，《帝國邊陲的救贖-日治時期蕃地醫療政策研究》，國立臺灣師範大學台灣史研究所碩士論文，2010年 的存檔，存档日期2015-12-22.
6. ↑  《藍營徵召選縣長?高揚昇:沒想過》，台灣原住民族資訊資源網轉載自原住民族電視台，2009/06/22 的存檔，存档日期2015-12-22.
7. ↑  .   [2015-07-20]. （原始内容存档于2015-07-22）.
8. ↑  高揚昇. . 青年日報. 1997-09-16: 第6版 （中文（繁體））.
9. ↑   (PDF).   [2015年7月18日]. （原始内容 (PDF)存档于2015年7月21日）.
10. ↑  .   [2015-07-18]. （原始内容存档于2015-07-22）.
11. ↑  .   [2015-10-15]. （原始内容存档于2019-05-02）.

## 外部連結
- 高揚昇的部落格 （页面存档备份，存于）
- 高揚昇臉書

| 官衔          | 官衔                                                           | 官衔          |
| ------------- | -------------------------------------------------------------- | ------------- |
| 行政院        |                                                                |               |
| 前任： 吳國棟 | 行政院東部聯合服務中心執行長 第二任 2008年6月2日－2013年6月3日 | 繼任： 陳良濬 |